# 丹阳 (楚国)
丹阳是楚国最早的国都，关于古丹阳的位置，近代学术界有当涂说、秭归说、枝江说、丹淅说等说法，现在公认的是丹淅说，即河南省淅川县丹水和淅水交汇一带。

## 认定
1992年，中国全国楚文化研究会第六次年会在淅川召开，会议研讨了楚文化的渊源、楚都丹阳在淅川的地望等问题，大部分的专家和学者都认定楚都丹阳在淅川境内。
另外，河南省淅川县出土的楚国令尹子庚墓以及周边大量楚国贵族墓的发现为丹淅说提供了实物证据。清华大学哲学系的李学勤教授读《楚居》中的“汌水”为“均水”，即流入汉水的丹江，
也有力地支持了丹淅说。但是，丹淅说中还有学者认为丹阳先在今陕西商县后迁于丹淅之会一说。

但西周中期的金文表明，周昭王时期楚国的政治中心位于汉水流域附近，所以周人必须“涉汉伐楚”； 而《楚居》中汌水、夷屯的考定，证明了楚人自商代晚期就居于汉水流域附近。到楚武王时期，楚国的国都从丹阳迁移至郢。

## 淅川楚墓出土文物

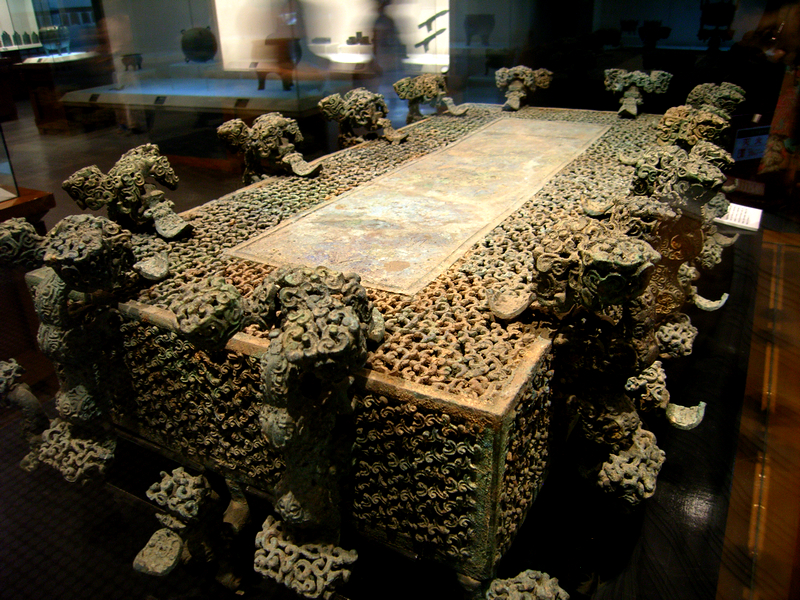
云纹铜禁
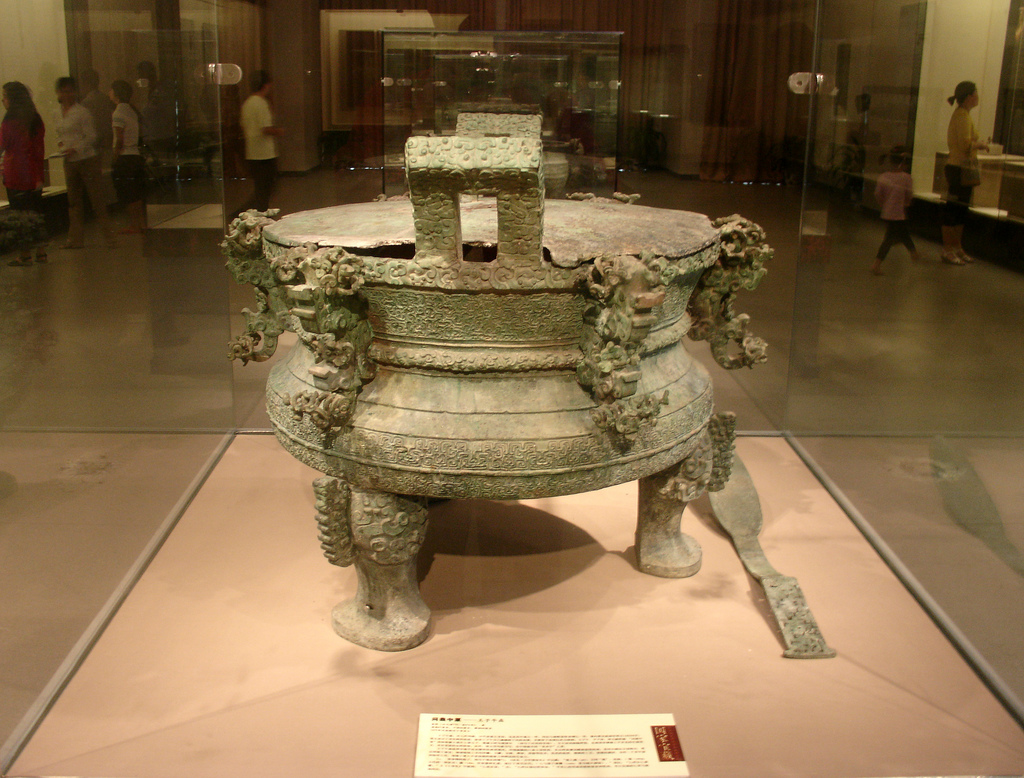
王子午鼎

## 参看
- 龙城 (淅川县)
- 下寺古墓群
- 淅川和尚岭与徐家岭楚墓群